# Бульвар Естонія
Бульва́р Есто́нія, також Есто́нія пу́йєстее (ест. Estonia puiestee) — одна з центральних вулиць Таллінна, Естонія.

## Географія
Іде від площі Свободи до вулиці Антса Лайкмаа, де переходить у вулицю Гонсіорі. Протяжність — 699 метрів. Бульвар слугує однією з меж парку Таммсааре.

## Історія
Наприкінці ХІХ століття вулиця називалася нім. Russische Marktpromenade, на початку XX століття — Глиняний бульвар (нім. Lehmpforten-Promenade). Сучасну назву вулиця отримала 1922 року, коли в ході кампанії з перейменування таллінських вулиць Глиняний бульвар став бульваром Естонія.
1904 року ділянку землі, що прилягає до бульвару, виділено під будівництво театрального будинку «Ревельський естонський театр і народний дім» (нині — Національна опера «Естонія»).

## Забудова
- Будинок 4 — Національна опера «Естонія» (архітектори Армас Ліндгрен і Льонн Віві, 1913).
  - Статуя «Сутінки» (ест. «Hämarik») в універмагу Viru Keskus (площа Віру, 4)[7].
- Будинок 6 — Талліннська реальна школа (1881—1884, архітектор М. Хеппенер, інженер К. Якобі). Пам'ятник учителям та учням, які загинули у визвольній війні 1918—1920 років[8].
- Будинок 8 — Талліннська центральна бібліотека[9] (колишня будівля Талліннського російського громадського зібрання, 1894—1895, архітектори Р. Кнюпфер[ru] і М. Т. Преображенський[ru])[10]. Від 1957 року в цьому будинку містилася філія Історичного музею ЕРСР — «Робітничий підвал» (від 1921 до 1924 року підвал і приміщення третього поверху займали легальні робітничі організації)[11].
- Будинок 9 — Торговий центр Solaris.
  - Пам'ятник народному письменнику Естонської РСР Карлу Ернсту Сярґаві (Петерсону)[12][13].
- Будинок 10 — Таллінський англійський коледж.
- Будинок 11 — Банк Естонії (колишнє Естляндське дворянське кредитне товариство, архітектор А. Рейнберг, 1902—1904).
- Будинок 13 — банківська будівля (1908, архітектор А. Ярон). Великий зал (Зал незалежності) прикрашає картина російського символіста Миколи Калмакова[ru] (створена 1921 року) «24 лютого 1918 року», що зображує членів Комітету порятунку — Костянтина Пятса, Юрі Вільмса та Костянтина Коніка.
- Будинок 15 — Міністерство соціального захисту Естонії.

## Галерея

Бульвар Естонія
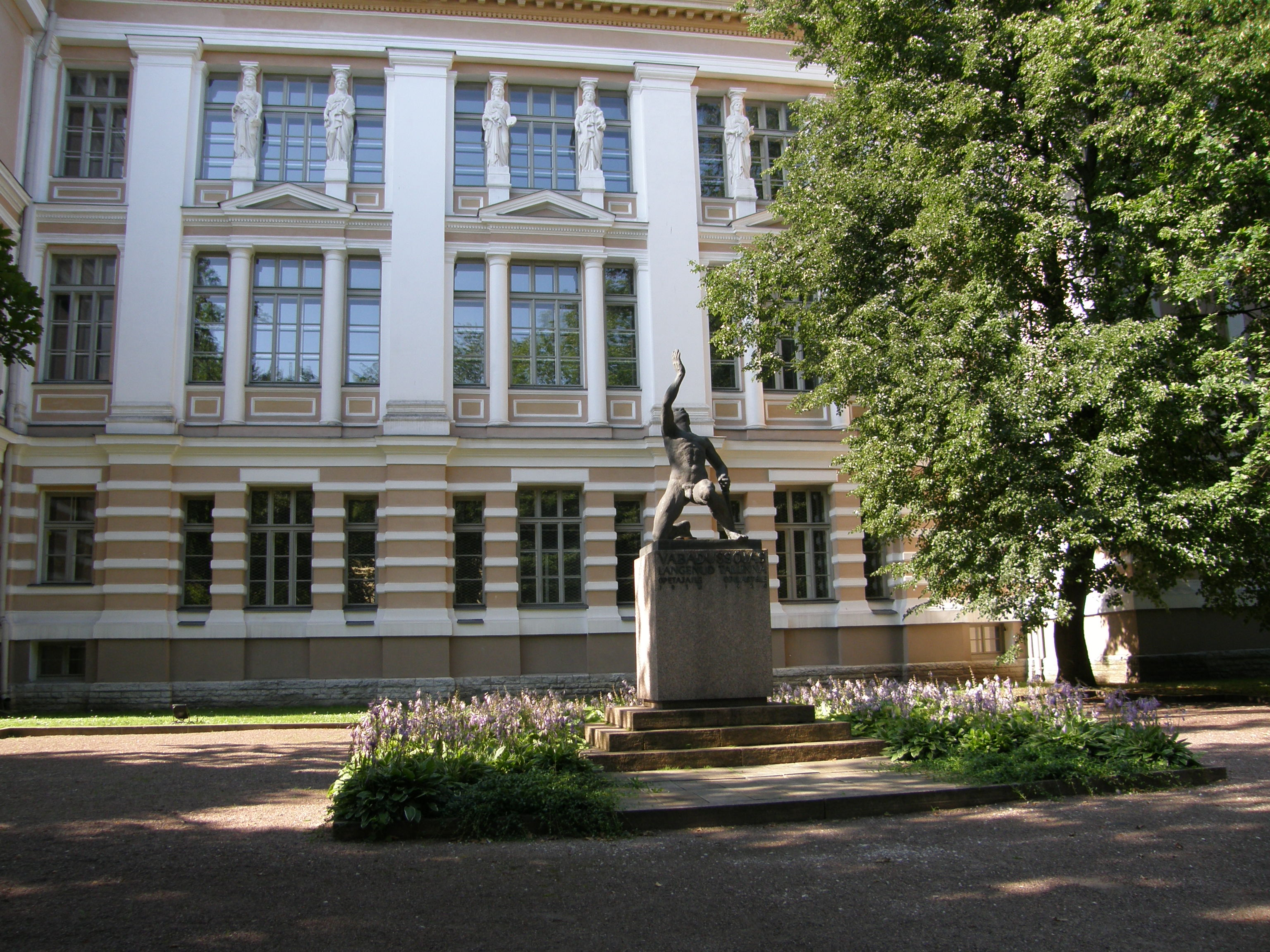
Будинок 6, Талліннська реальна школа
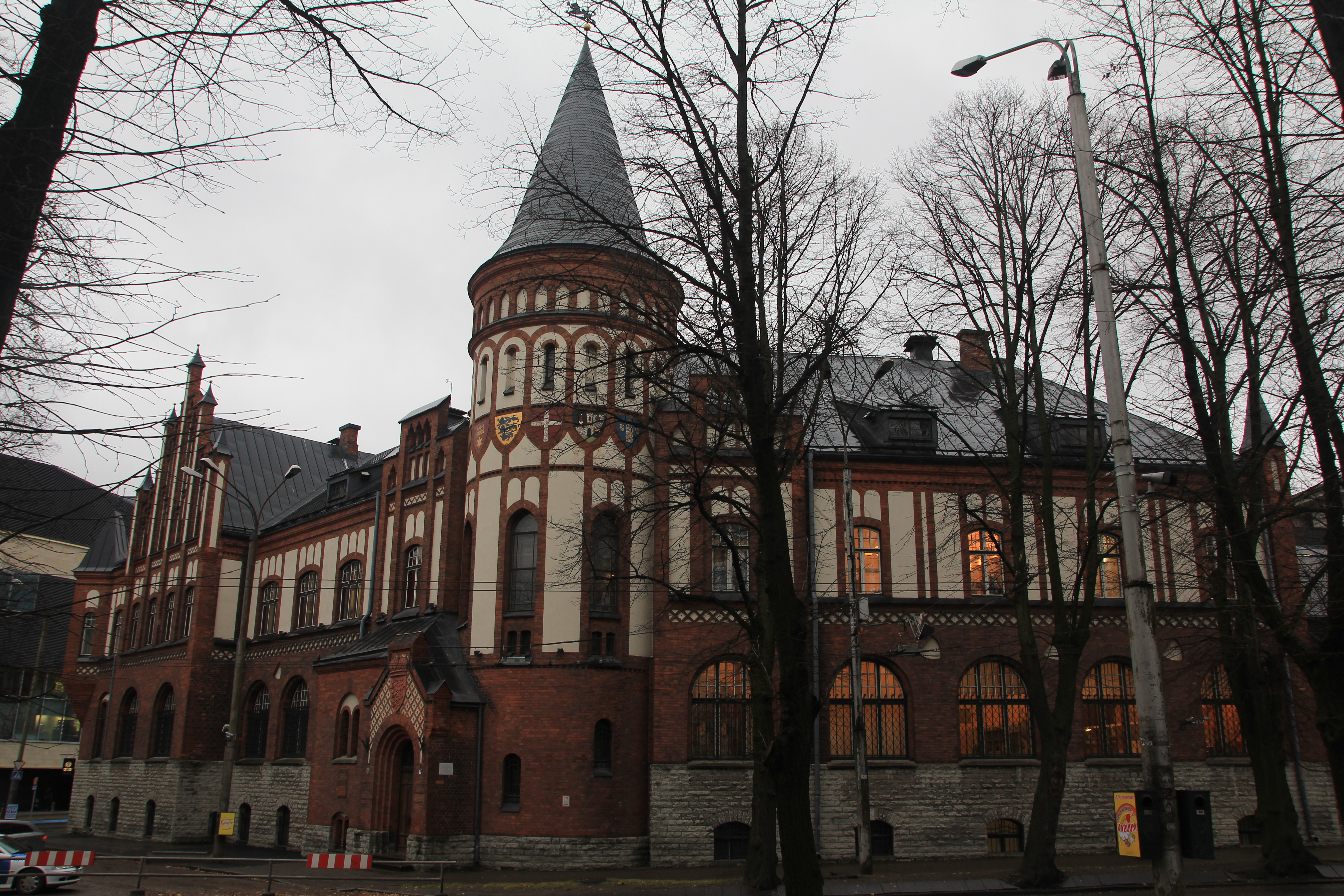
Будинок 11, Банк Естонії
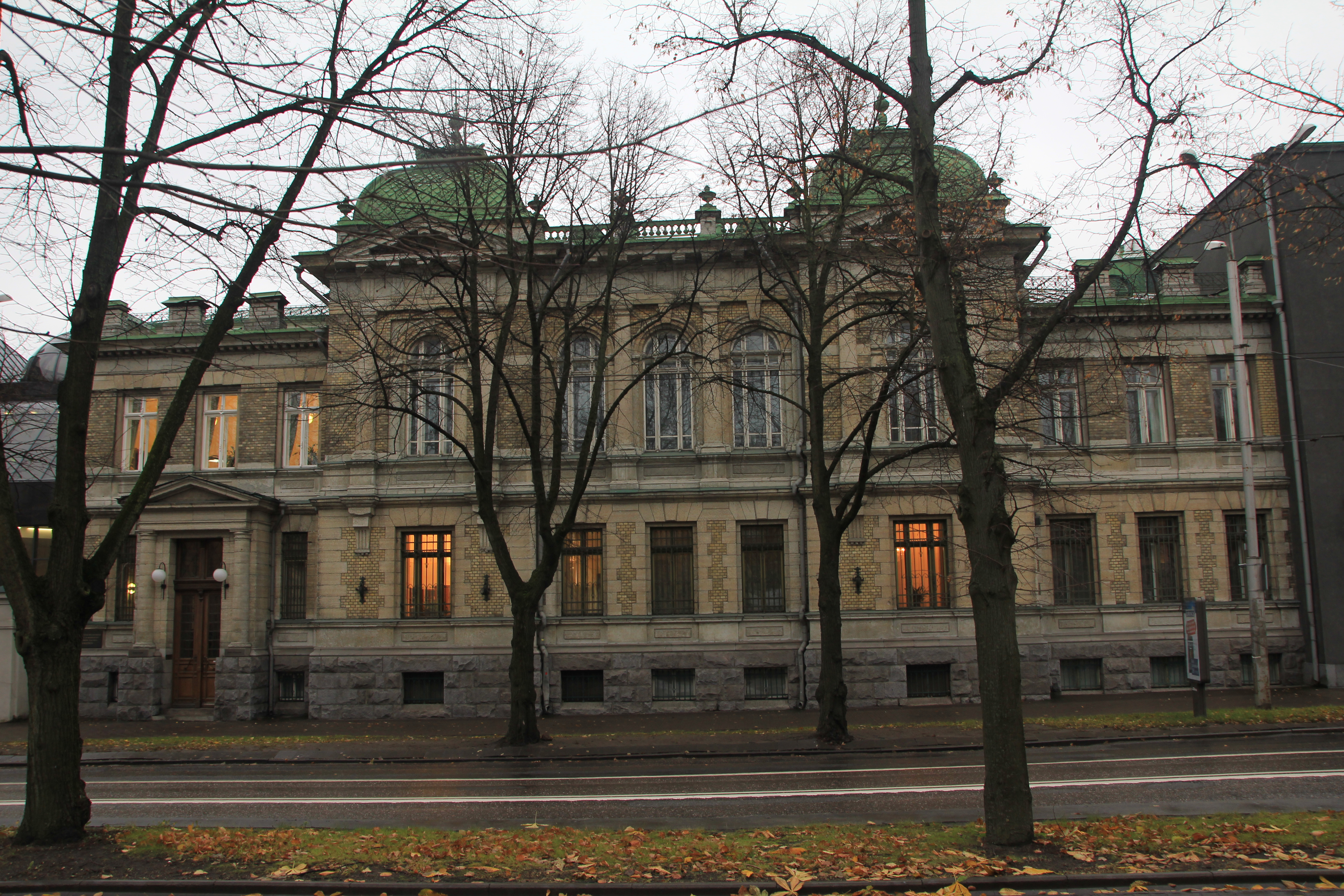
Будинок 13